# Карлинг-авеню
Карлинг-авеню, англ. Carling Avenue — крупная улица в западной (от канала Ридо) части г. Оттава. Идёт с запада на восток, от Марч-роуд в Канате до Бронсон-авеню в Глибе. Названа в честь Джона Карлинга, основателя пивоварни Carling Brewery, члена парламента (позднее сенатора) от консервативной партии, генерального почтмейстера и министра сельского хозяйства.

## Описание улицы
Начинается на севере посёлка Каната, пролегает на запад вплоть до реки Оттава, где она изгибается на юг, обходя мимо бухты Кристал и бухты Британия. Отсюда она идёт прямо к центру города и заканчивается на окраине района Глиб.
Ранее улица заканчивалась восточнее, у О’Коннор-стрит (через квартал на восток от Бэнк-стрит, но в 1970-е гг. часть улицы к востоку от Бронсон-авеню получила название Глиб-авеню.
Это крупная транспортная артерия города (на разных участка от 4 до 6 полос автомобильного движения) с ограничением скорости в 60 км/ч. Крайняя западная часть улицы, проходящая через Зелёный пояс Оттавы в Канату, представляет собой двухполосное загородное шоссе с ограничением скорости 80 км/ч. Планируется расширение этого участка, а также демонтаж слишком низкого проезда в блоке 3700 примерно посредине между Марч-роуд и Муди-драйв.
В декабре 2005 г. по одной из полос с каждой стороны на коротком участке между Бут-стрит и Кембридж-Саут у Бронсон-авеню были превращены в автобусные полосы, где проходит, в частности, большое количество экспресс-автобусов.

## Достопримечательности
Вдоль улицы расположены: парк Эндрю Хейдона, торговый центр «Линкольн-Филдс», торговый центр «Карлингвуд», торговый центр «Ферлон-плаза», торговый центр «Уэстгейт», Королевский Оттавский центр душевного здоровья, городская больница Оттавы, Доминьонская обсерватория и Исследовательский центр коммуникаций.
В восточной части улица проходит вдоль северных границ Центральной экспериментальной фермы и парка Комиссара.

## Прочее
С 2004 по 2007 г. Карлинг-авеню ежегодно входила в рейтинг 20 худших автодорог Онтарио по рейтингу Канадской автомобильной ассоциации в связи с многочисленными выбоинами и ухабами. В настоящее время дорога частично отремонтирована.

## Автобусное сообщение
Полный список маршрутов, обслуживающих Карлинг-авеню, приведен в англоязычной версии данной статьи. На Карлинг-авеню расположен терминал автобусного транзита Карлинг.